# Premiile Bodil
Premiile Bodil (în daneză Bodilprisen) este cel mai vechi premiu de film danez. A fost decernat anual din 1948 la o mare gală la Copenhaga, în primul rând producțiilor daneze. Spre deosebire de Festivalul de Film Robert organizat de Academia Daneză de Film, acesta este acordat de Asociația Criticilor de Film.
Premiul pentru film a fost introdus în perioada postbelică pentru a atrage atenția la nivel european asupra industriei cinematografice daneze emergente. Bodil a fost premiat pentru prima dată pe 29 aprilie 1948 în restaurantul de lux din Copenhaga Ambassadeur. Premiul este numit după actrița și regizorul Bodil Ipsen și actrița Bodil Kjer.

## Premii oferite
Se acordă premii pentru următoarele categorii:

### Filme daneze
- Cel mai bun film danez (Bedste danske film)
- Cel mai bun rol principal masculin (Bedste mandlige hovedrolle)
- Cel mai bun rol feminin (Bedste kvindelige hovedrolle)
- Cel mai bun actor în rol secundar (Bedste mandlige birolle)
- Cea mai bună actriță în rol secundar (Bedste kvindelige birolle)

### Filme străine
- Cel mai bun film american (Bedste amerikanske film)
- Cel mai bun film non-american (Bedste ikke-amerikanske film)

### Alte prpremii și categorii
- Ares-Bodil (Æres-Bodil – unei singure sau mai multor persoane sau organisme pentru munca de o viață)
- Special Bodil (Sær-Bodil – uneia sau mai multor persoane sau organisme pentru eforturi deosebit de semnificative sau remarcabile)

- Cel mai bun documentar/scurtmetraj (Bedste dokumentar/kortfilm)
- Cel mai bun fotograf (Bedste fotograf)
- Cel mai bun scenariu (Bedste manuskript) (în colaborare cu Danske Dramatikere)
- Premiul Henning Bahs (Henning Bahs Prisen) (pentru scenografie de film – în colaborare cu Asociația Scenografilor Danezi)
- Premiul pentru Talent al Premiului Bodil (Talent-prisen) (i samarbejde med sponsorater)

### Premii care nu se mai acordă
- Cel mai bun film european (Bedste europæiske film) (1961-2000)
- Cel mai bun film non-european (Bedste ikke-europæiske film) (1961-2000)